# ヨコヅナ・マドンナ
『ヨコヅナ・マドンナ』（原題：천하장사 마돈나、英題：Like a Virgin）は、2006年公開の韓国映画。日本では、2008年9月13日よりTOHOシネマズシャンテ他にて公開された。また、2009年に第5回香川レインボー映画祭にて上映された。

## キャスト
- オ・ドング：リュ・ドックァン（朝鮮語版）
- シルム部の主将：イ・オン
- シルム部の監督：ペク・ユンシク（朝鮮語版）
- ドングの父親：キム・ユンソク
- ドングの母親：イ・サンア
- 重量級トリオ：キム・ヨンフン
- 日本語教師：草彅剛
- ムン・セユン（朝鮮語版）
- ユン・ウォンソク

## 受賞
- 第27回青龍映画賞：新人男優賞（リュ・ドックァン）